# Kupeornis
Kupeornis là một chi chim trong họ Leiothrichidae.